# إشفيرية أنيقة
إشفيرية أنيقة أو ساق العروس (الاسم العلمي:Echeveria elegans) هي نوع من النباتات يتبع جنس الإشفيرية من الفصيلة الكرسولية.